# María Jesús Mena
María Jesús Mena Picazo también conocida como María J. Mena (Madrid) es una escritora española que cultiva la poesía y la narrativa breve, así como las reseñas y entrevistas literarias.

## Formación y trayectoria literaria
Su formación como trabajadora social ha sido el punto de referencia para combinar literatura y vida. Estudió Trabajo Social y Ciencias del Trabajo en la Universidad Complutense de Madrid, con especialidad, entre otros ámbitos, en mediación y resolución de conflictos y en inmigración y cooperación internacional. El contacto directo con la desigualdad social, el mundo de la dependencia, la inmigración, la violencia de género, y el tráfico de personas, entre otros aspectos, han influido en su visión de la realidad y en su creatividad. Gran lectora desde la infancia, su pasión por los libros la llevó con el paso de los años a adentrarse en la escritura.
Escritora de relatos y articulista en revistas literarias, la poesía quedaba guardada en un cajón, como algo íntimo, hasta que surgió la oportunidad de publicar Poemas ciegos (Olé Libros). Prologados por el escritor y profesor universitario Raúl Serrano Sánchez, son poemas estróficos, escritos en verso libre y agrupados en cuatro epígrafes: Calles, Abandonos, Tránsitos y Vuelos con rasgos autobiográficos. Algunos críticos consideran el poemario de temática predominantemente amorosa, un tesoro sin exhibicionismo que muestra dolor sincero y desamor mediante una sutil huella impersonal que hace a los versos más universales y fáciles de compartir. El crítico Manu López Marañón augura una imparable carrera literaria de la poeta gracias a unas metáforas terrenales y celestes que muestran inteligencia y sensibilidad. La estructura de Poemas ciegos remite al clásico esquema para afrontar el duelo.
Tras el éxito de su primer poemario Mena dio el salto a la narrativa con la publicación de Relatos monocromáticos (Olé Libros), obra que reúne una colección de historias cotidianas convertidas en inquietantes narraciones. Los relatos se entrelazan a las imágenes, en su mayor parte fotográficas, que de forma velada se mencionan en ellos, de ahí que su título sea un juego de palabras creado por la similitud de grafía entre las palabras retrato y relato. Además, los cuentos se distribuyen en un gradiente que se inicia con Blanco, pasando por distintos matices de grises hasta llegar al Negro, como una metáfora de situaciones más luminosas y otras lúgubres o tristes. En cuanto a su contenido, abordan los cambios que ha habido en la sociedad durante los últimos treinta o cuarenta años, dando una visión conjunta de todas las luces y sombras del acontecer cotidiano de sus protagonistas. Los escenarios son múltiples y nos llevan a una calle de Madrid, a la Biblioteca de Sarajevo, a una cooperativa de mujeres, una estación del metro de Londres o a un espacio cualquiera en el que se produce un encuentro familiar entre dos madres.
Mena también ha formado parte de la antología poética La flor en que amaneces (Ediciones Azalea), que refleja la creatividad como forma de afrontar el confinamiento vivido por poetas de diferentes países de habla hispana tras la extensión de la pandemia de la COVID-19.
En noviembre de 2021 se aventura con éxito en la narrativa infantil y publica El frágil corazón de Marcel (Pintar-Pintar). El libro, ilustrado por Rocío de la Sal, narra la historia de un gigante recién despierto que, tras intentar desperezarse, descubre que su corazón ha caído al suelo y se ha roto en cinco pedazos. Así iniciará un viaje en el que cada segundo cuenta, porque un gigante sin corazón solo puede convertirse en un ogro sin memoria. El proceso de reconstrucción de ese órgano vital constituye toda una visión crítica de la sociedad actual con un nuevo enfoque. 
Consolidada su trayectoria en la prosa y en la poesía, en 2022 regresa al verso con Poemas sordos (Valparaíso), un libro con el amor como eje temático, abordado de una forma liviana y sutil en algunas ocasiones, y tempestuosa en otras. Además, Mena explora en este poemario la incomunicación y la paradójica dificultad, consciente o inconsciente, para discriminar mensajes, en un mundo invadido por el ruido de fondo y la estridencia.
Con Esclavos de nuestros silencios (Impronta, 2024) la escritora madrileña nos ofrece un libro de poemas en torno a un hombre y a una mujer que se reencuentran tras un largo período de distanciamiento, mientras  se nos invita a preguntarnos si en nuestras breves existencias tiene más peso lo que hemos dicho o lo que hemos sepultado sin atrevernos a expresarlo. Esta obra fue galardonada por la Asociación de Librerías de Madrid con el Premio Libro del Año 2024, en la categoría de poesía, fallado el 14 de enero de 2025. En el acta el jurado se justifica la concesión de este premio a Esclavos de nuestros silencios por ser una «muestra de autenticidad, por la intertextualidad poética que resuena en cada verso, por su valentía para explorar los temas íntimos y por su maestría en representar la esperanza de los que creen que todo es posible».
Y en paralelo a su actividad como novelista y poeta, cultiva la crítica literia con artículos, reseñas y recensiones en medios como el diario ABC, las revistas Zenda, Moon Magazine, Pasar Página, Quimera y Todo Literatura, o el blog La piedra de Sísifo.

## Publicaciones

### Poesía
- Esclavos de nuestros silencios (Impronta, 2024)[15][16][17][18][19][20][21]
- Poemas sordos (Valparaíso, 2022)[22][23]
- Poemas ciegos (Olé Libros, 2019)

### Narrativa
- El frágil corazón de Marcel. Ilustraciones Rocío de la Sal (Pintar Pintar, 2021)
- Relatos monocromáticos (Olé Libros, 2020)

### Antologías
- Participación con el cuento «Siempre queda batería» en la obra colectiva De hadas y magos (Punto y seguido, 2022).
- Participación en la antología poética La flor en que amaneces, vol. I (Azalea, 2020)
- Participación en la antología Letras del mundo (Etiqueta Ediciones, 2020)

### Otras publicaciones
Relatos
- Abrazos en tránsito (relato, La Piedra de Sísifo, 2020)[24]
- De amor y de redes (relato, La Piedra de Sísifo, 2020)[25]
- El amante de agua (relato, La Piedra de Sísifo, 2020)[26]

Reseñas y entrevistas literarias destacadas
- «Batallas de una guerra silenciosa» sobre la novela Sentencia, de José Francisco Rodil Lombardía (Velasco Ediciones). Diario ABC, 4 de marzo de 2023.[27]
- «Ema: un soberbio canto a la vida», sobre la novela de Vicky Rego Ema (Velasco Ediciones). Revista Zenda, 30 de marzo de 2022.[28]
- «La noche de las luminarias: un puente hacia la libertad», sobre la novela de José Francisco Rodil Lombardía La noche de las luminarias (Velasco Ediciones). Diario ABC, 11 de noviembre de 2021.[29]
- «Es imposible no comunicar», revista Y Latina, agosto 2021.[30]
- «El talento para preservar saber y memoria», sobre el libro de Luis Arias Argüelles-Meres Testigo de un tiempo (Velasco Ediciones). Revista Todo Literatura, enero de 2021.[31]
- «La moneda de Carver: El arte de encontrar el sitio justo de la luz», sobre la colección de narrativa breve de Javier Morales La moneda de Carver (Reino de Cordelia). Revista Moon Magazine, noviembre de 2020.[32]
- «Nacer en el momento equivocado», sobre la novela de José Francisco Rodil Lombardía La noche de las luminarias (Velasco Ediciones). Revista Todo Literatura, octubre de 2020.[33]
- «El Retiro y el tiempo. Encuentro con Ernesto Calabuig». Entrevista narrada al autor Ernesto Calabuig, a propósito de la publicación de su cuarto libro de narrativa breve La playa y el tiempo (Tres hermanas Ediciones). Revista Moon Magazine, octubre de 2020.[34]
- «La playa y el tiempo, de Ernesto Calabuig: la sublime fragilidad del ser», sobre el libro de narrativa breve La playa y el tiempo (Tres hermanas Ediciones). Revista Moon Magazine, septiembre de 2020.[35]
- «Librería Lello, el lugar donde coexisten belleza, arte y literatura». Revista Moon Magazine, julio de 2020.[36]
- «Mil imágenes convertidas en palabras», sobre la novela de Isabel González Mil mamíferos ciegos (Dos Bigotes). Blog La Piedra de Sísifo, mayo de 2020.[37]
- «Palabra contra intemperie», sobre el libro de poemas Prenda de abrigo de Francisca Aguirre (Olé Libros). Blog La Piedra de Sísifo, febrero de 2020.[38]
- «Historia de una entrevista. Historia de una mirada». Entrevista narrada a Isabel González, autora de Mil mamíferos ciegos (Dos Bigotes, 2017) y Casi tan salvaje (Páginas de Espuma, 2012). Revista Quimera, diciembre de 2018.[39]